# Flandern Rundt
Flandern Rundt (nederlandsk: Ronde van Vlaanderen) er et cykelløb afholdt i Flandern, Belgien. Det afholdes hvert forår, præcis en uge før Paris-Roubaix. Det var tidligere en del af UCI World Cup. Det er nu en del af UCI World Tour og det anses for at være en af klassikerne på den europæiske cykelkalender, samt et af cykelsportens monumenter. 

## Historie
Løbet blev startet af Karel Van Wijnendaele i 1913. Løbet blev ikke afholdt 1915-1918 pga. 1. verdenskrig, men fortsatte i 1919. I 1920'erne og 1930'erne blev løbet mere populært og er i dag det vigtigste løb i Flandern, hvor cykelløb er meget populært. Kælenavnet for løbet er Vlaanderens mooiste, eller "Flanderns smukkeste". Byen Oudenaarde der i dag er målby, hvor det ellers historisk har været i Meerbeke, har et museum dedikeret til løbet: Centrum Ronde van Vlaanderen.

## Ruten
Den præcise rute ændrer sig ikke meget fra år til år. Den sidste større ændring var i 2003 da den stejle Koppenberg stigning blev inddraget igen efter at have været ude siden 1987 grundet meget dårlig brolægning. Koppenberg-stigningen er den mest berømte stigning og den har tidligere, da vejen var meget dårligere, tvunget ryttere til at trække deres cykel. Den er ikke blev brugt mellem 1987 og 2003, efter et styrt  i 1987 hvor Jesper Skibby, som på det tidspunkt førte løbet, var involveret. Han blev fulgt så tæt af en løbsbil,  at hans cykel næsten blev mast under bilen. I 2003 blev belægningen grundigt repareret. 
Ruten har mange stejle stigninger, der ofte er brolagte. Løbet sammenlignes ofte med Paris-Roubaix da begge indeholder vej der er brolagt. Flandern Rundts mange korte stejle stigninger gør dog løbet helt anderledes end det flade Paris-Roubaix.
For nogle tilskuere er der gået sport i at se løbet så mange steder som muligt, dette kaldes couperen .

### Stigninger
- Achterberg
- Berendries
- Berg Hostellerie
- Berg ten Houte
- Berg ten Stene
- Boigneberg
- Bosberg
- Bossenaarberg
- Den Ast
- Edelareberg
- Eikenberg
- Eikenmolen
- Flierendries
- Het Foreest
- Grotenberge
- Hoogberg-Hotond
- Kanarieberg
- Kapelleberg
- Kaperij
- Kasteelstraat
- Kattenberg
- Keiweg-Leberg
- Kloosterstraat
- Kluisberg
- Knokteberg
- Koppenberg
- Kortekeer
- Kouterberg
- Kruisberg
- Kwaremont
- Ladeuze
- Leberg
- Marlboroughstraat
- Molenberg
- Muur-Kapelmuur
- Muziekberg
- Nellekensberg
- Oude Kruisens
- Nokereberg
- Onderbossenaarstraat
- Oude Kwaremont
- Parikeberg
- Paterberg
- Pijpketel
- Pollareberg
- Pottelberg
- Rekelberg
- Semmerzake
- Slijpstraat-Kortendries
- Statieberg
- Steenberg
- Steenbeekberg
- Steenbeekdries
- Stokstraat
- Taaienberg
- Tenbosse
- Tiegemberg
- Valkenberg
- Varent
- Volkegemberg
- Wolvenberg

## Vindere
| År                                               | Vinder               | Toer                   | Treer                      |
| ------------------------------------------------ | -------------------- | ---------------------- | -------------------------- |
| 1913                                             | Paul Deman           | Joseph Van Daele       | Victor Doms                |
| 1914                                             | Marcel Buysse        | Henri Van Lerberghe    | Pierre Van De Velde        |
| 1915-1918 ikke arrangeret grundet 1. verdenskrig |                      |                        |                            |
| 1919                                             | Henri Van Lerberghe  | Léon Buysse            | Jules Vanhevel             |
| 1920                                             | Jules Vanhevel       | Albert Dejonghe        | Alfons Van Hecke           |
| 1921                                             | René Vermandel       | Jules Vanhevel         | Louis Budts                |
| 1922                                             | Léon Devos           | Jean Brunier           | Francis Pélissier          |
| 1923                                             | Heiri Suter          | Charles Deruyter       | Albert Dejonghe            |
| 1924                                             | Gerard Debaets       | René Vermandel         | Félix Sellier              |
| 1925                                             | Julien Delbecque     | Joseph Pe              | Hector Martin              |
| 1926                                             | Denis Verschueren    | Gustaaf Van Slembrouck | Raymond De Corte           |
| 1927                                             | Gerard Debaets       | Gustaaf Van Slembrouck | Maurice De Waele           |
| 1928                                             | Jan Mertens          | August Mortelmans      | Louis De Lannoy            |
| 1929                                             | Jef Dervaes          | Georges Ronsse         | Alfred Hamerlinck          |
| 1930                                             | Frans Bonduel        | Aimé Dossche           | Émile Joly                 |
| 1931                                             | Romain Gijssels      | Cesar Bogaert          | Jean Aerts                 |
| 1932                                             | Romain Gijssels      | Alfons Deloor          | Alfred Hamerlinck          |
| 1933                                             | Alfons Schepers      | Léon Tommies           | Romain Gijssels            |
| 1934                                             | Gaston Rebry         | Alfons Schepers        | Félicien Vervaecke         |
| 1935                                             | Louis Duerloo        | Eloi Meulenberg        | Corneille Leemans          |
| 1936                                             | Louis Hardiquest     | Edgard De Caluwé       | François Neuville          |
| 1937                                             | Michel D'Hooghe      | Hubert Deltour         | Louis Hardiquest           |
| 1938                                             | Edgard De Caluwé     | Sylvère Maes           | Marcel Kint                |
| 1939                                             | Karel Kaers          | Romain Maes            | Edward Vissers             |
| 1940                                             | Achiel Buysse        | Georges Christiaens    | Alberic Schotte            |
| 1941                                             | Achiel Buysse        | Gustave Van Overloop   | Odiel Van Den Meersschaut  |
| 1942                                             | Alberic Schotte      | Georges Claes          | Robert Van Eenaeme         |
| 1943                                             | Achiel Buysse        | Albert Sercu           | Camille Beeckman           |
| 1944                                             | Rik Van Steenbergen  | Alberic Schotte        | Jef Moerenhout             |
| 1945                                             | Sylvain Grysolle     | Albert Sercu           | Jef Moerenhout             |
| 1946                                             | Rik Van Steenbergen  | Louis Thiétard         | Alberic Schotte            |
| 1947                                             | Emiel Faignaert      | Roger Desmet           | Rik Renders                |
| 1948                                             | Alberic Schotte      | Albert Ramon           | Marcel Rijckaert           |
| 1949                                             | Fiorenzo Magni       | Valère Ollivier        | Alberic Schotte            |
| 1950                                             | Fiorenzo Magni       | Alberic Schotte        | Louis Caput                |
| 1951                                             | Fiorenzo Magni       | Bernard Gauthier       | Attilio Redolfi            |
| 1952                                             | Roger Decock         | Loretto Petrucci       | Alberic Schotte            |
| 1953                                             | Wim van Est          | Désiré Keteleer        | Bernard Gauthier           |
| 1954                                             | Raymond Impanis      | François Mahé          | Alfons Van den Brande      |
| 1955                                             | Louison Bobet        | Hugo Koblet            | Rik Van Steenbergen        |
| 1956                                             | Jean Forestier       | Stan Ockers            | Leon Van Daele             |
| 1957                                             | Fred De Bruyne       | Jef Planckaert         | Norbert Kerckhove          |
| 1958                                             | Germain Derycke      | Willy Truye            | Angelo Conterno            |
| 1959                                             | Rik Van Looy         | Frans Schoubben        | Gilbert Desmet             |
| 1960                                             | Arthur Decabooter    | Jean Graczyk           | Rik Van Looy               |
| 1961                                             | Tom Simpson          | Nino Defilippis        | Jo de Haan                 |
| 1962                                             | Rik Van Looy         | Michel Van Aerde       | Norbert Kerckhove          |
| 1963                                             | Noël Foré            | Frans Melckenbeeck     | Tom Simpson                |
| 1964                                             | Rudi Altig           | Benoni Beheyt          | Jo de Roo                  |
| 1965                                             | Jo de Roo            | Edward Sels            | Georges Van Coningsloo     |
| 1966                                             | Edward Sels          | Adriano Durante        | Georges Vandenberghe       |
| 1967                                             | Dino Zandegù         | Noël Foré              | Eddy Merckx                |
| 1968                                             | Walter Godefroot     | Rudi Altig             | Jan Janssen                |
| 1969                                             | Eddy Merckx          | Felice Gimondi         | Marino Basso               |
| 1970                                             | Eric Leman           | Walter Godefroot       | Eddy Merckx                |
| 1971                                             | Evert Dolman         | Frans Kerremans        | Cyrille Guimard            |
| 1972                                             | Eric Leman           | André Dierickx         | Frans Verbeeck             |
| 1973                                             | Eric Leman           | Freddy Maertens        | Eddy Merckx                |
| 1974                                             | Cees Bal             | Frans Verbeeck         | Eddy Merckx                |
| 1975                                             | Eddy Merckx          | Frans Verbeeck         | Marc Demeyer               |
| 1976                                             | Walter Planckaert    | Francesco Moser        | Marc Demeyer               |
| 1977                                             | Roger De Vlaeminck   | Walter Godefroot       | Jan Raas                   |
| 1978                                             | Walter Godefroot     | Michel Pollentier      | Gregor Braun               |
| 1979                                             | Jan Raas             | Marc Demeyer           | Daniel Willems             |
| 1980                                             | Michel Pollentier    | Francesco Moser        | Jan Raas                   |
| 1981                                             | Hennie Kuiper        | Frits Pirard           | Jan Raas                   |
| 1982                                             | René Martens         | Eddy Planckaert        | Rudy Pevenage              |
| 1983                                             | Jan Raas             | Ludo Peeters           | Marc Sergeant              |
| 1984                                             | Johan Lammerts       | Seán Kelly             | Jean-Luc Vandenbroucke     |
| 1985                                             | Eric Vanderaerden    | Phil Anderson          | Hennie Kuiper              |
| 1986                                             | Adrie van der Poel   | Seán Kelly             | Jean-Philippe Vandenbrande |
| 1987                                             | Claude Criquielion   | Seán Kelly             | Eric Vanderaerden          |
| 1988                                             | Eddy Planckaert      | Phil Anderson          | Adrie van der Poel         |
| 1989                                             | Edwig Van Hooydonck  | Herman Frison          | Dag Otto Lauritzen         |
| 1990                                             | Moreno Argentin      | Rudy Dhaenens          | John Talen                 |
| 1991                                             | Edwig Van Hooydonck  | Johan Museeuw          | Rolf Sørensen              |
| 1992                                             | Jacky Durand         | Thomas Wegmüller       | Edwig Van Hooydonck        |
| 1993                                             | Johan Museeuw        | Frans Maassen          | Dario Bottaro              |
| 1994                                             | Gianni Bugno         | Johan Museeuw          | Andrei Tchmil              |
| 1995                                             | Johan Museeuw        | Fabio Baldato          | Andrei Tchmil              |
| 1996                                             | Michele Bartoli      | Fabio Baldato          | Johan Museeuw              |
| 1997                                             | Rolf Sørensen        | Frédéric Moncassin     | Franco Ballerini           |
| 1998                                             | Johan Museeuw        | Stefano Zanini         | Andrei Tchmil              |
| 1999                                             | Peter Van Petegem    | Frank Vandenbroucke    | Johan Museeuw              |
| 2000                                             | Andrei Tchmil        | Dario Pieri            | Romāns Vainšteins          |
| 2001                                             | Gianluca Bortolami   | Erik Dekker            | Denis Zanette              |
| 2002                                             | Andrea Tafi          | Johan Museeuw          | Peter Van Petegem          |
| 2003                                             | Peter Van Petegem    | Frank Vandenbroucke    | Stuart O'Grady             |
| 2004                                             | Steffen Wesemann     | Leif Hoste             | Dave Bruylandts            |
| 2005                                             | Tom Boonen           | Andreas Klier          | Peter Van Petegem          |
| 2006                                             | Tom Boonen           | Leif Hoste             | George Hincapie            |
| 2007                                             | Alessandro Ballan    | Leif Hoste             | Luca Paolini               |
| 2008                                             | Stijn Devolder       | Nick Nuyens            | Juan Antonio Flecha        |
| 2009                                             | Stijn Devolder       | Heinrich Haussler      | Philippe Gilbert           |
| 2010                                             | Fabian Cancellara    | Tom Boonen             | Philippe Gilbert           |
| 2011                                             | Nick Nuyens          | Sylvain Chavanel       | Fabian Cancellara          |
| 2012                                             | Tom Boonen           | Filippo Pozzato        | Alessandro Ballan          |
| 2013                                             | Fabian Cancellara    | Peter Sagan            | Jürgen Roelandts           |
| 2014                                             | Fabian Cancellara    | Greg Van Avermaet      | Sep Vanmarcke              |
| 2015                                             | Alexander Kristoff   | Niki Terpstra          | Greg Van Avermaet          |
| 2016                                             | Peter Sagan          | Fabian Cancellara      | Sep Vanmarcke              |
| 2017                                             | Philippe Gilbert     | Greg Van Avermaet      | Niki Terpstra              |
| 2018                                             | Niki Terpstra        | Mads Pedersen          | Philippe Gilbert           |
| 2019                                             | Alberto Bettiol      | Kasper Asgreen         | Alexander Kristoff         |
| 2020                                             | Mathieu van der Poel | Wout van Aert          | Alexander Kristoff         |
| 2021                                             | Kasper Asgreen       | Mathieu van der Poel   | Greg Van Avermaet          |
| 2022                                             | Mathieu van der Poel | Dylan van Baarle       | Valentin Madouas           |
| 2023                                             | Tadej Pogačar        | Mathieu van der Poel   | Mads Pedersen              |
| 2024                                             | Mathieu van der Poel | Luca Mozzato           | Nils Politt                |
| 2025                                             | Tadej Pogačar        | Mads Pedersen          | Mathieu van der Poel       |